# Adolf VII av Holstein
Greve Adolf VII av Holstein, mördad före 15 oktober 1315 på Segebergs slott, greve av Holstein-Schauenburg i Segeberg. Son till greve Johan II av Holstein (död 1320/1322) och Margareta Christoffersdotter av Danmark (död 1306).
Adolf blev barnlös i sitt gifte 1312 med Luitgard av Mecklenburg (drunknade 1352). Han mördades i sin säng på Segebergs slott 1315 av personlige fienden Hartwig Reventlow.